# Гирадо, Нина
Нина Гирадо (англ. Nina Girado, 1 ноября 1980 года, Пасай, Столичный регион, Филиппины) — филиппинская певица.

## Ранние годы
Нина родилась в городе Пасай столичного региона Филиппин как третий ребёнок в семье бизнесмена Филберта Гирадо (англ. Filbert Girado) и его жены Марии Даулет. Старший брат Нины Кинг Гирадо впоследствии тоже стал знаменитым певцом. Воспитывалась и выросла в Кесон-Сити. В семнадцать лет стала вокалисткой группы XS. После окончания колледжа при помощи своего друга записала любительский демоальбом, который её братом Кингом был показан различным лейблам звукозаписи. Рикки Илакад (англ. Ricky Ilacad), занимавший в то время должность CEO звукозаписывающей компании Warner Music Group, сразу после прослушивания демозаписи решил предложить Нине подписание контракта.

## Продолжение карьеры
Подписав контракт с «Warner Music Group», Нина выпустила свой первый студийный альбом в последней четверти 2002 года. Альбом получил положительные отзывы критики. По признанию самой Нины, значительное влияние на её становление в качестве певицы оказала Мэрайя Кэри, на чьих песнях Нина воспитывалась и пыталась ей подражать. В декабре 2003 года Нина выпустила свой второй студийный альбом «Улыбка» (англ. Smile), а в 2009 году её альбом «Nina Live!» получил бриллиантовый статус, заняв четвёртое место в списке самых продаваемых альбомов в истории Филиппин и сделав Нину первой филиппинской певицей, чей альбом получил данный статус. В 2010 году Нина подписала контракт со звукозаписывающей компанией «Universal Records», а год спустя представила свою страну на Международном Музыкальном Фестивале в Паттайе.
Критики часто сравнивают Нину с американской певицей М. Кэри, отмечая сходство вокального диапазона и музыкального стиля. Одной из заслуг Нины считается популяризация акустической музыки на Филиппинах. В 2004 Нина была избрана послом доброй воли филиппинского центра поп-музыки.